# Ramadan Badry Hussein
Ramadan Badry Hussein (arabisch رمضان بدرى حسين, DMG Ramaḍān Badrī Ḥusain; geboren 1971; gestorben am 9. März 2022) war ein ägyptischer Ägyptologe.
Hussein studierte Archäologie an der Universität Kairo und arbeitete ab 1994 als Inspektor der Altertümerverwaltung in Gizeh und Sakkara. Er studierte dann in den USA an der Brown University, wo er den Master abschloss und 2009 promoviert wurde. Danach kehrte er nach Ägypten zurück, wo er in verschiedenen Positionen der Altertümerverwaltung arbeitete. Unter anderem war er Büroleiter des damaligen Generalsekretärs der ägyptischen Altertümerverwaltung (Supreme Council of Antiquities, SCA) Zahi Hawass.
2012 kam er mit einem Stipendium der Alexander-von-Humboldt-Stiftung an die Universität Tübingen, wo er sich in den folgenden Jahren als Leiter des Saqqara Saite Tombs Project (SSTP) der Ausgrabung der Nekropole von Sakkara widmete und die Arbeit des Tübinger Instituts für die Kulturen des Alten Orients (IANES) durch seine Beiträge mitprägte. Ab 2015 war er Mitherausgeber der Harvard Egyptological Studies.
Internationales Aufsehen erregte die Arbeit seines Teams erstmals 2018 durch den Fund einer aus Silber bestehenden und teilweise vergoldeten Mumienmaske in Sakkara. Ein weiterer bedeutender Fund war die Entdeckung eines unterirdischen Raumes aus dem 7. und 6. Jahrhundert v. Chr., der zahlreiche fragmentierte Gefäße mit Inschriften enthielt, die mit der Mumifizierung in Zusammenhang stehen. Die in dieser Werkstatt aufgefundenen in säuberlich beschrifteten Tongefäßen enthaltenen Reste der für die Mumifizierung verwendeten Substanzen erlaubten 2022 erstmals eine Identifizierung zahlreicher, zwar dem Namen nach längst bekannter Substanzen, über deren genaue Zusammensetzung man aber bis dahin nur Vermutungen anstellen konnte. Es erwies sich, dass einzelne Substanzen wie zum Beispiel das Baumharz Dammar offenbar aus Südostasien importiert worden waren.
Am 9. März 2022 ist Hussein nach schwerer Krankheit verstorben.

## Schriften
- The Saite Pyramid Texts copies in the Memphite and Heliopolitan shaft-tombs. A study of their selection and layout. Dissertation, Brown University 2009 (ungedruckt; Vorspann).
- mit Sylvie Marchand: A Mummification Workshop in Saqqara. The Pottery from the Main Shaft K24. In: Bulletin de Liaison de la Céramique Égyptienne. Band 29, 2019, S. 101–132 (Digitalisat).
- The Saqqara Saite Tombs Project: An Overview March 2016-December 2019. In: Guardian of Ancient Egypt. Studies in Honor of Zahi Hawass. Charles University – Faculty of Arts, Prag 2020, ISBN 978-80-7308-978-8, Band 2, S. 627–682 (Digitalisat).
- M. Rageot, R. B. Hussein, S. Beck, V. Altmann-Wendling, M. I. M. Ibrahim, M. M. Bahgat, A. M. Yousef, K. Mittelstaedt, J.-J. Filippi, S. Buckley, C. Spiteri, P. W. Stockhammer: Biomolecular Analyses Enable New Insights into Ancient Egyptian Embalming. In: Nature. Band 614, 2023, S. 287–293. doi:10.1038/s41586-022-05663-4.
- Ramadan Hussein, Benjamin Glissmann, Philippe Kluge: Digital Documentation of the Saite Tombs in Saqqara. In: Studies in Digital Heritage. Band 4, Nr. 1, 2020, S. 16–31, doi:10.14434/sdh.v4i1.27449.
- Matthias Lang, Ramadan Hussein, Philippe Kluge: Chapter 8: The 3D Digital Documentation of Shaft K24 in Saqqara. In: R. Lucarelli, J. A. Roberson, S. Vinson (eds): Ancient Egypt, New Technologies (= Harvard Egyptological Studies. Band 17). Brill, Leiden, S. 186–212, doi:10.1163/9789004501294_009.